# Атомпроект
АО «Атомпроект» — российская компания, осуществляющая комплексное проектирование объектов ядерной энергетики, научные исследования и разработку новых энерготехнологий ядерной отрасли. Входит в состав госкорпорации «Росатом». Юридическое наименование: Акционерное общество «Научно-исследовательский и проектно-конструкторский институт энергетических технологий «Атомпроект».
Компания создана 1 июля 2014 года путём присоединения к ОАО «Головному институту «ВНИПИЭТ» компании ОАО «СПбАЭП». Объединённая компания стала крупнейшим проектным предприятием атомной энергетики России.  
В августе 2021 года в результате реорганизации компания была присоединена к АО «Атомэнергопроект», выступающему в качестве юридического лица. К «Атомэнергопроекту» были присоединены Санкт-Петербургские предприятия — АО «Атомпроект» и АО «СПб НИИИ «ЭИЗ», в состав Объединенного проектного института (АО «Атомэнергопроект») вошли Московский, Нижегородский и Санкт-Петербургский филиалы – проектные институты.

## История
Старт компании «Атомпроект» был дан в августе 2012 года, когда был начат процесс объединения двух петербургских проектных организаций ядерной отрасли — «Головного института «ВНИПИЭТ» и Санкт-Петербургского «Атомэнергопроекта» («СПбАЭП»). 
В июне следующего года единственный акционер обеих компаний — ОАО «Атомэнергопром» — принял решение о реорганизации предприятий путём присоединения «СПбАЭП» к «ВНИПИЭТ». По словам директора Атомэнергопрома Кирилла Борисовича Комарова, реорганизация проведена с целью глобализации бизнеса для повышения конкурентоспособности компаний на внутреннем и внешнем рынках.

## Деятельность
Основными видами деятельности компании является комплексное проектирование объектов ядерной отрасли, научные изыскания и разработка ядерных энерготехнологий. Со времени основания ленинградского отделения треста «Энергострой», преемником которого стал «СПбАЭП», а затем и Атомпроект, специалисты компании приняли участие в проектировании более 100 атомных электростанций в 19 странах мира. В частности, сотрудниками института была спроектирована первая в мире атомная станция, запущенная в 1954 году в Обнинске.
По данным на 2014 год, Атомпроект является крупнейшей российской проектной организацией госкорпорации «Росатом», контролируя около 40% внутреннего рынка атомного проектирования, и единственной в России компанией, проектирующей энергоблоки с различными типами ядерных реакторов: ВВЭР, БН и РБМК.
К числу осуществляемых компанией проектных работ относится проектирование для нового строительства, поддержание безопасной эксплуатации действующих объектов, продление срока службы эксплуатации объектов и вывод объектов из эксплуатации. В настоящее время «Атомпроект» является генеральным проектировщиком трёх российских атомных электростанций: Ленинградской АЭС-2, Балтийской АЭС и четвёртого энергоблока Белоярской АЭС. Кроме того, специалисты предприятия выполняют разработку проектной и рабочей документации для Белорусской АЭС, Тяньваньской АЭС (Китай) и АЭС «Ханхикиви» (Финляндия).
Исследовательская и конструкторская деятельность компании осуществляется департаментом науки, разделённым на научно-исследовательский и научно-конструкторский отделы.